# Dolmen La Pierre de Saint-Maximin

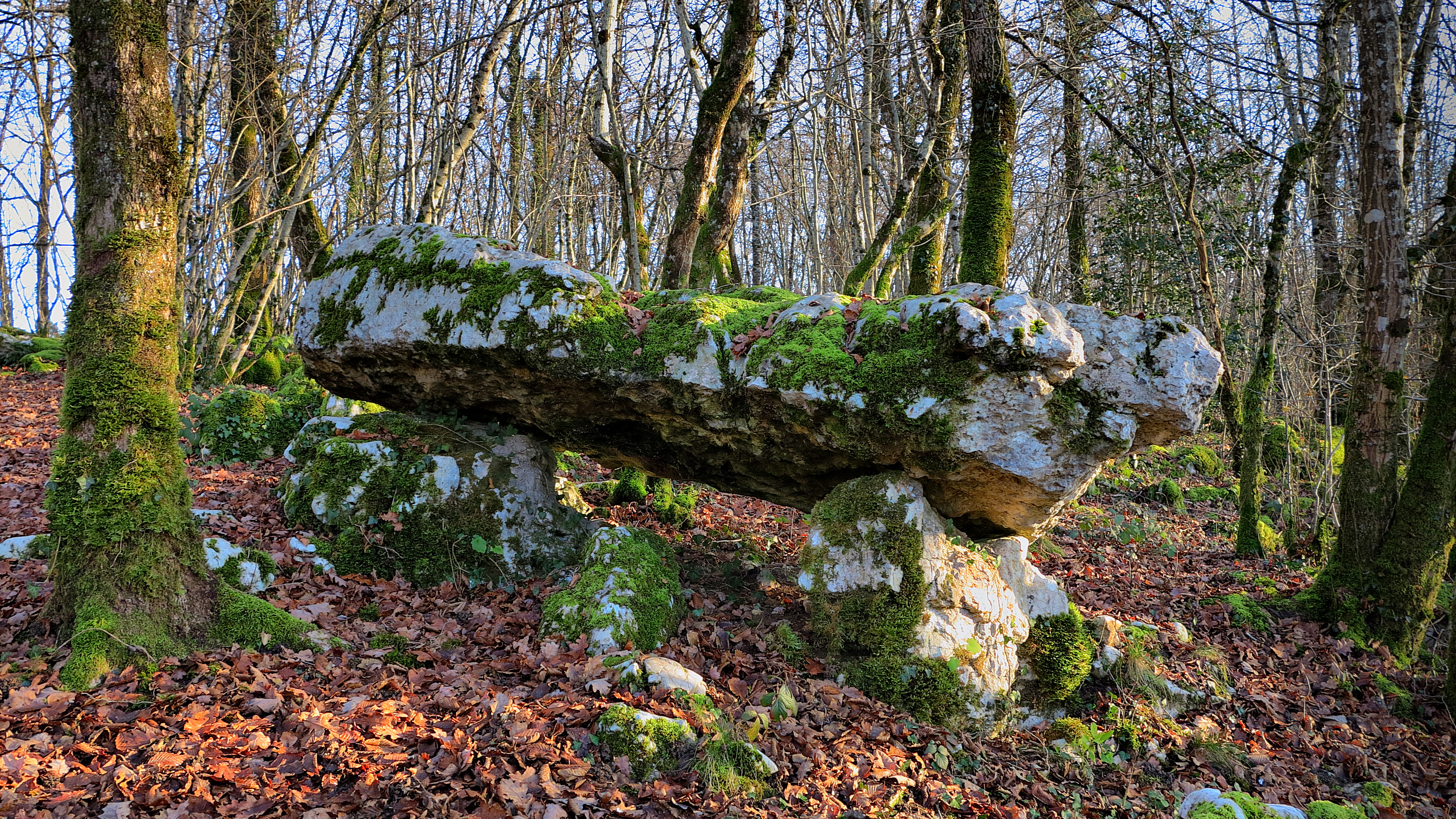
Dolmen La Pierre de Saint-Maximin

Der Dolmen La Pierre de Saint-Maximin liegt nahe der namengebenden Kapelle Saint-Maximin, nördlich von Foucherans im Département Doubs in Frankreich. Dolmen ist in Frankreich der Oberbegriff für neolithische Megalithanlagen aller Art (siehe: Französische Nomenklatur).
Der Pierre de Saint-Maximin besteht aus einer etwa 3,0 m langen, 1,0 m breiten und 40 cm dicken Platte aus Kalkstein, die auf zwei an den Enden parallel angeordneten Tragsteinen liegt und eine offene Kammer von 1,23 m Breite und 57 cm Höhe bildet, die Nordwest-Südost orientiert ist. Der Pierre von Saint-Maximin zeigt somit einige Eigenschaften eines Dolmens. Das Fehlen archäologischer Ausgrabungen und anderer Merkmale verhindert es, in ihm einen authentischen neolithischen Dolmen zu sehen. Es handelt sich offenbar um einen Pseudodolmen.
Gleichwohl kann dies der Schauplatz eines alten Kultes gewesen sein. Bei der Christianisierung gelang es nicht, die Leute von den alten Kultstätten abzubringen. Die Kirche hat also, um ihre Autorität zu behaupten, die Orte des heidnischen Glaubens integriert, sie Heiligen gewidmet und Kreuze und Kapellen errichtet.